# Sovereign Cloud Stack
Sovereign Cloud Stack (SCS) ist ein modularer Stack aus Open-Source-Software, der es Cloud-Betreibern ermöglicht, standardisierte Lösungen für Infrastructure-as-a-Service und Container-as-a-Service bereitzustellen. Diese stehen vollständig mit der Europäischen Datenschutz-Grundverordnung im Einklang und gewährleisten die Unabhängigkeit von einzelnen Anbietern. Dabei setzt SCS auf bewährte Open-Source-Komponenten wie beispielsweise Kubernetes.
SCS ermöglicht sowohl einen einfachen Anbieterwechsel als auch föderierte Multi-Cloud-Dienste. Unternehmen können den Betreiber unkompliziert wechseln oder auch verteilte Cloud-Dienste über verschiedene SCS-Betreiber hinweg nutzen.
Der Sovereign Cloud Stack ermöglicht digitale Souveränität. Die Grundlage dafür ist Interoperabilität. Offene Standards in der Cloud-Technologie, die von mehreren Anbietern unterstützt werden, gewährleisten dies. So kann beispielsweise auch ein Vendor Lock-in verhindert werden.